# Never Worn White
"Never Worn White" é uma canção da cantora norte-americana Katy Perry. Seu lançamento ocorreu em 5 de março de 2020, pela Capitol Records.

## Antecedentes
Em 4 de março de 2020, Katy publicou uma breve prévia do próximo single nas redes sociais e anunciou a data de lançamento. Após o lançamento do trailer, surgiu teoria de que através deste single Katy quer anunciar que está grávida.

## Vídeo musical
O vídeo musical foi lançado em 5 de março de 2020. No vídeo, Perry aparece alternadamente usando um vestido branco e um elaborado vestido de flores enquanto canta. No final do vídeo, Perry revela sua gravidez através de seu noivo Orlando Bloom.

## Histórico de lançamento
| Local  | Data de lançamento | Formato(s)                 | Gravadora | Ref.   |
| ------ | ------------------ | -------------------------- | --------- | ------ |
| Vários | 5 de março de 2020 | Download digital streaming | Capitol   | [ 11 ] |
| Itália | 6 de março de 2020 | Contemporary hit radio     | Universal | [ 12 ] |